# Louis François Armand de Vignerot du Plessis de Richelieu
Luis François Armand de Vignerot du Plessis (Parigi, 13 marzo 1696 – Parigi, 8 agosto 1788) è stato un nobile, militare, diplomatico e statista francese.
Arruolatosi nell'esercito, prese parte a tre grandi guerre ed infine raggiunse il grado di Maresciallo di Francia.
Era figlio di Armand Jean de Vignerot du Plessis, Duca de Richelieu, che a sua volta era pronipote del celebre statista francese, Cardinale Richelieu che aveva dominato la Francia al principio del XVII secolo.

## Biografia
Louis François Armand de Vignerot du Plessis nacque a Parigi. Luigi XIV fu suo padrino. In gioventù fu per tre volte imprigionato alla Bastiglia: nel 1711 su istanza del suo patrigno, nel 1716 per le conseguenze di un duello e nel 1719 per la sua partecipazione alla cospirazione di Cellamare di Giulio Alberoni contro Filippo II, Duca d'Orléans reggente per Luigi XV.
Il duca era un noto libertino e sembra che Choderlos de Laclos si sia ispirato alla sua vita per il personaggio di Valmont de Les Liaisons dangereuses.
Si sposò tre volte: all'età di 14 anni, contro la sua volontà, fu obbligato a sposare Anne Catherine de Noailles. nel 1734, come conseguenza degli intrighi di Voltaire, sposò Élisabeth Sofie de Lorraine, figlia di Joseph, Conte di Harcourt che divenne la madre del suo erede Louis Antoine Sophie de Vignerot du Plessis. In terze nozze, all'età di 84 anni, sposò Jeanne Catherine Josèphe de Lavaulx.
Ebbe fama di gran seduttore e le sue conquiste furono numerosissime: Madame de Polignac e la marchesa de Nesle si batterono a duello per lui. Nel 1729, iniziò una relazione con Émilie du Châtelet che divenne in seguito una profonda amicizia. Fu anche amante della scrittrice Claudine Guérin de Tencin ed ebbe un'altra relazione con Carlotta Aglae d'Orléans figlia del reggente di Francia Filippo II, Duca d'Orléans e futura duchessa di Modena e Reggio, nonché con la cugina di primo grado di quest'ultima Luisa Anna di Borbone. Un'altra amante fu Marie Sophie de Courcillon moglie di Charles François d'Albert d'Ailly ed in seguito di Hercule Mériadec de Rohan
Morì il 8 agosto 1788, all'età di 92 anni, considerata estremamente longeva all'epoca.

## Figli

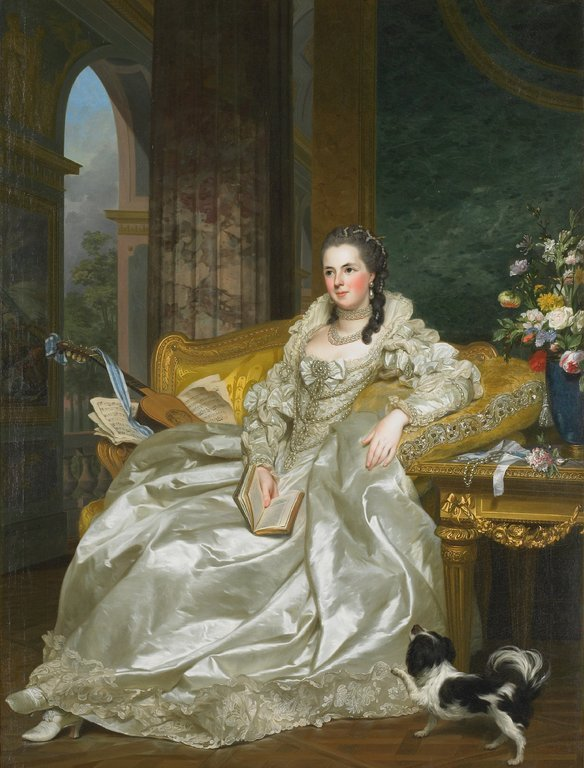
Sua figlia la Contessa d’Egmont Pignatelli

- Louis Antoine Sophie de Vignerot du Plessis (1736-1791) sposò Adélaide Gabrielle de Hautefort ed ebbe figli e poi Marie Antoinette de Gallifet ed ebbe figli
- Jeanne Sophie Elisabeth Louise Armande Septimanie de Vignerot du Plessis (1740-1769), sposò Don Casimiro Pignatelli, VIII Duca di Bisaccia